# Cercidospora lecidomae
Cercidospora lecidomae är en lavart som beskrevs av Mikhail P. Zhurbenko och Dagmar Triebel. 
Cercidospora lecidomae ingår i släktet Cercidospora, klassen Dothideomycetes, divisionen sporsäcksvampar och riket svampar. Arten är reproducerande i Sverige.